# Daur (Pakistan)
|  | Per a altres significats, vegeu «Daur». |

Daur és una vall de Pakistan a l'Agència de Nothern Waziristan, actualment a les Àrees Tribals d'Administració Federal (ATAF). La vall s'estén per les ribes del Tochi, a uns 25 km del districte de Bannu a la Província de la Frontera del Nord-oest i que s'estén per uns 55 km (l'amplada és entre 2 i 10 km. Està dividit en el Lar Daur (Baix Daur) i Bar Daur (Alt Daur) 
Apareix esmentat el 1700 quan Bahadur Shah el virrei de Kabul va fer un acord amb les tribus per passar de Khost a Bannu; però el 1701 quan retornava, fou atacat i rebutjat i va haver de pagar una gran quantitat per obtenir pas lliure. Vers el 1747 va quedar almenys nominalment sota domini dels durrani afganesos però va romandre de fet independent fins a 1893 quan pel tractat amb l'emir de l'Afganistan la vall va quedar dins l'esfera d'influència britànica; la frontera es va demarcar el 1895 i mentre es feia la demarcació els caps tribals de Daur van demanar que tota la vall fos inclosa dins el domini britànic per quedar protegits dels atacs de les tribus veïnes, els wazirs i els mahsuds. La vall incloïa uns 75 llogarets i la població el 1902 era de 24.670 habitants la majoria dauris. Va quedar inclosa dins l'agència política de Northern Waziristan, governada per un agent assistit per un tahsildar i tres naib-tahsildars
Segons el costum local un hindú o una dona compten com mig home musulmà. La pràctica de l'ull per ull i dent per dent era comuna però tot es podia resoldre per una quantitat més o menys gran de diners.
Els llogarets principals són Miram Shah, Idak, Hassu Khel i Tappi.